# Pheidole subarmata
Pheidole subarmata  (лат.) — вид муравьёв рода Pheidole из подсемейства Myrmicinae (Formicidae). Неотропика: широко распространённый вид, встречается от Мексики, Панамы и Доминиканской Республики до Аргентины и южной Бразилии. Мелкие муравьи (длина 2—4 мм) желтовато-коричневого цвета с характерными большеголовыми солдатами. Стебелёк между грудкой и брюшком состоит из двух члеников: петиолюса и постпетиолюса (последний четко отделен от брюшка). Голова крупных солдат прямоугольной формы. На проподеуме имеются короткие шипы. Тело покрыто многочисленными длинными щетинками. Задняя половина головы, грудь и брюшко гладкие и блестящие. Усики рабочих и самок 12-члениковые (13 у самцов) с 3-члениковой булавой. Затылок солдат с выемкой, а у мелких рабочих — округлый. Крупные рабочие (солдаты): ширина головы — 0,94 мм, длина головы равна 1,18 мм, длина скапуса усика — 0,50 мм. Наиболее сходен с видами Pheidole allarmata, Pheidole cramptoni, Pheidole hasticeps, Pheidole synarmata и Pheidole triplex. Включён в группу видов Pheidole tristis. Вид Pheidole subarmata был впервые описан в 1884 году австрийским мирмекологом Густавом Майром.

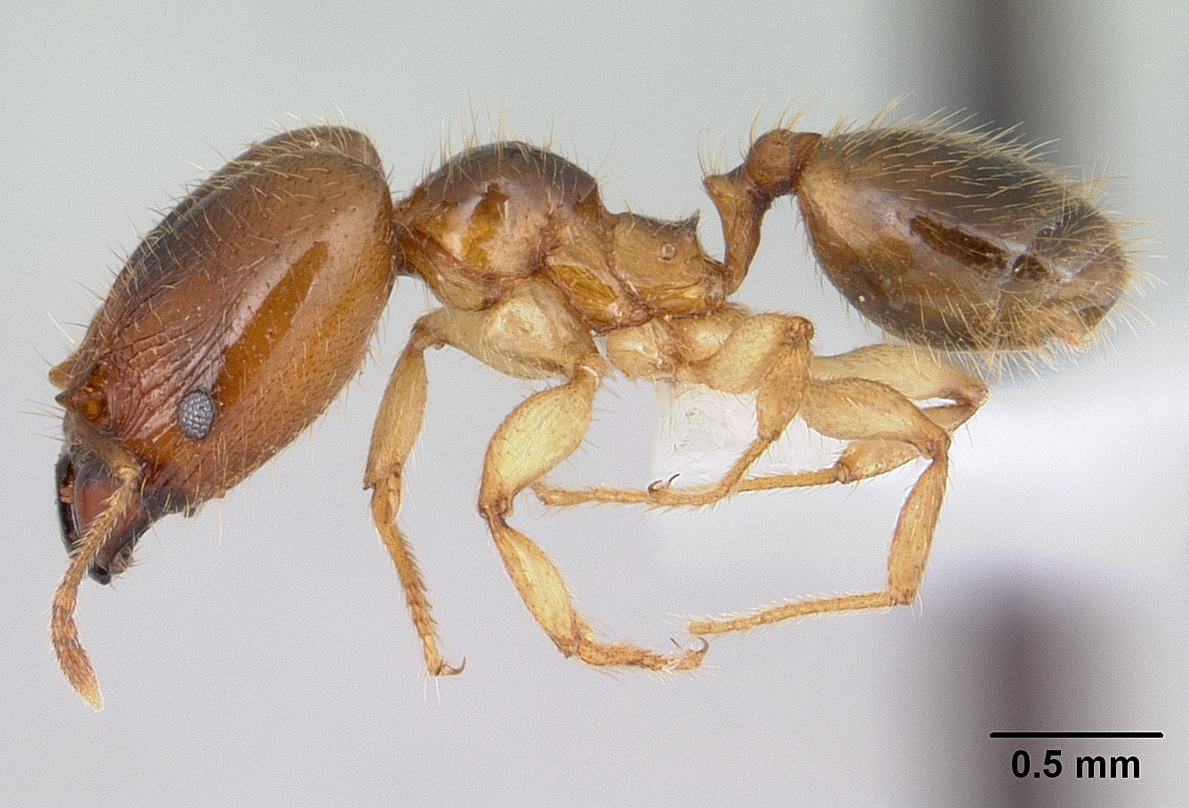
Солдат Pheidole subarmata в профиль
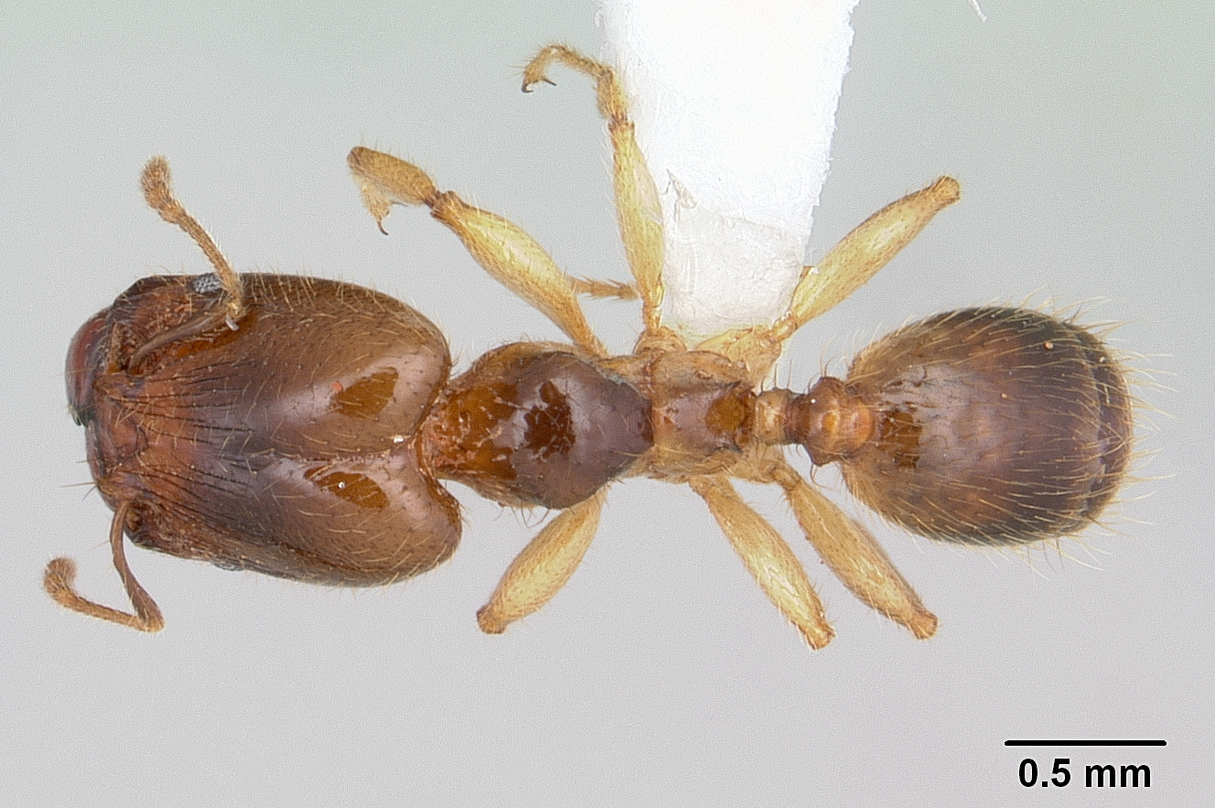
Солдат Pheidole subarmata сверху
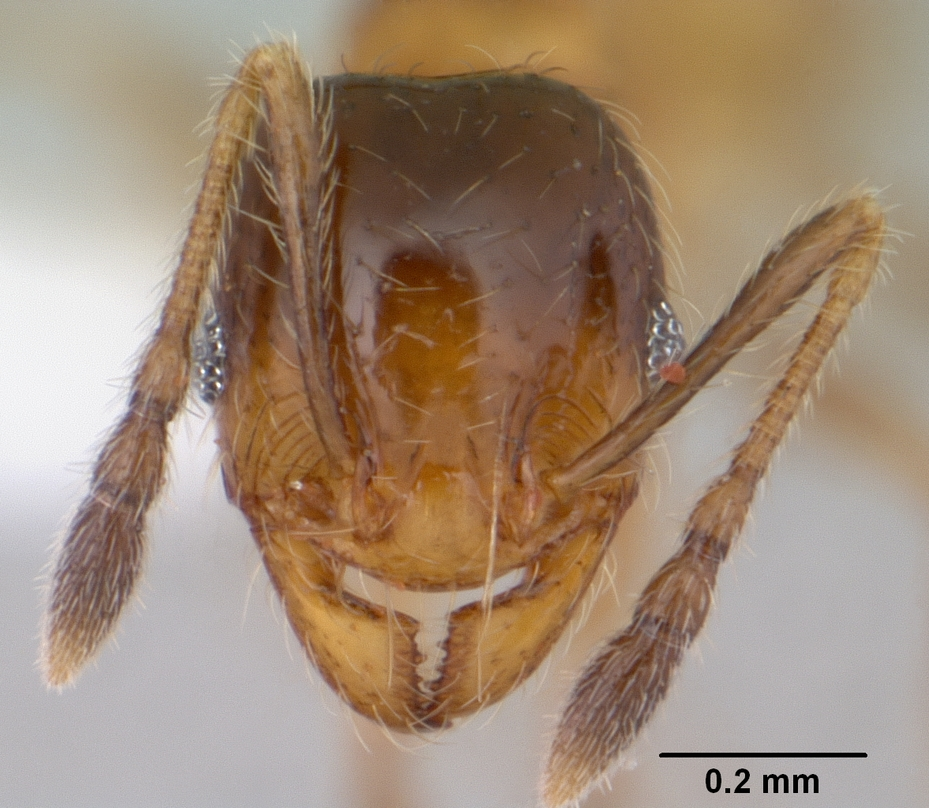
Голова рабочего Pheidole subarmata
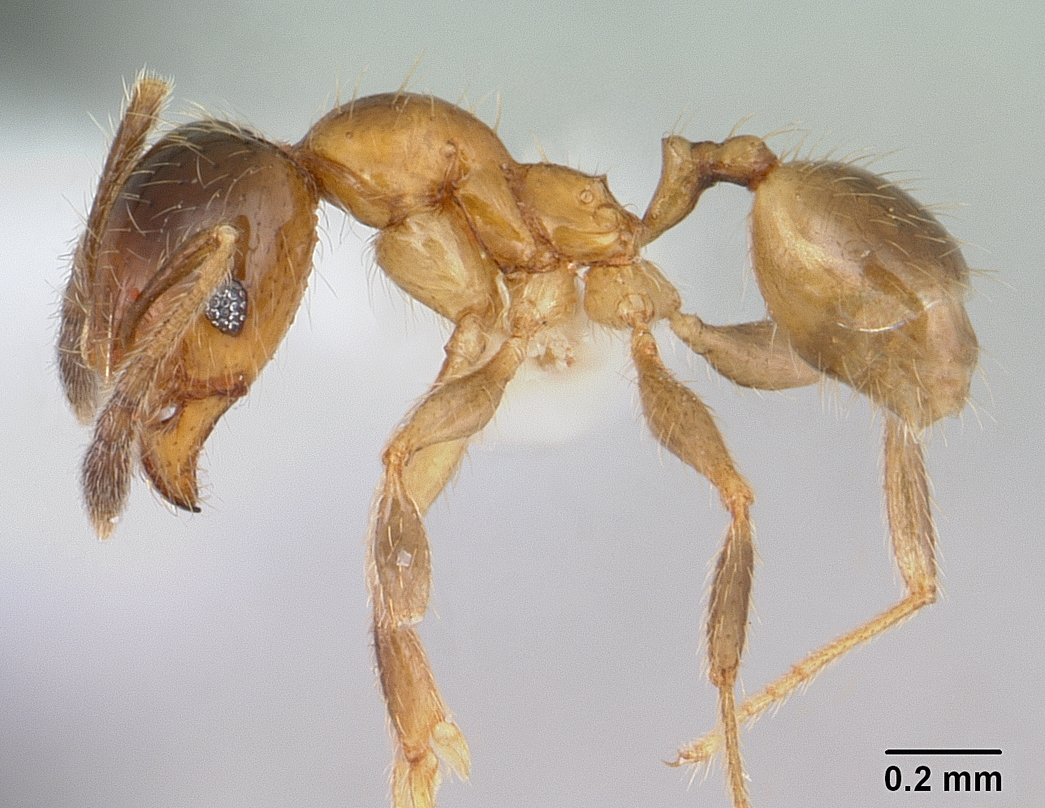
Рабочий Pheidole subarmata в профиль
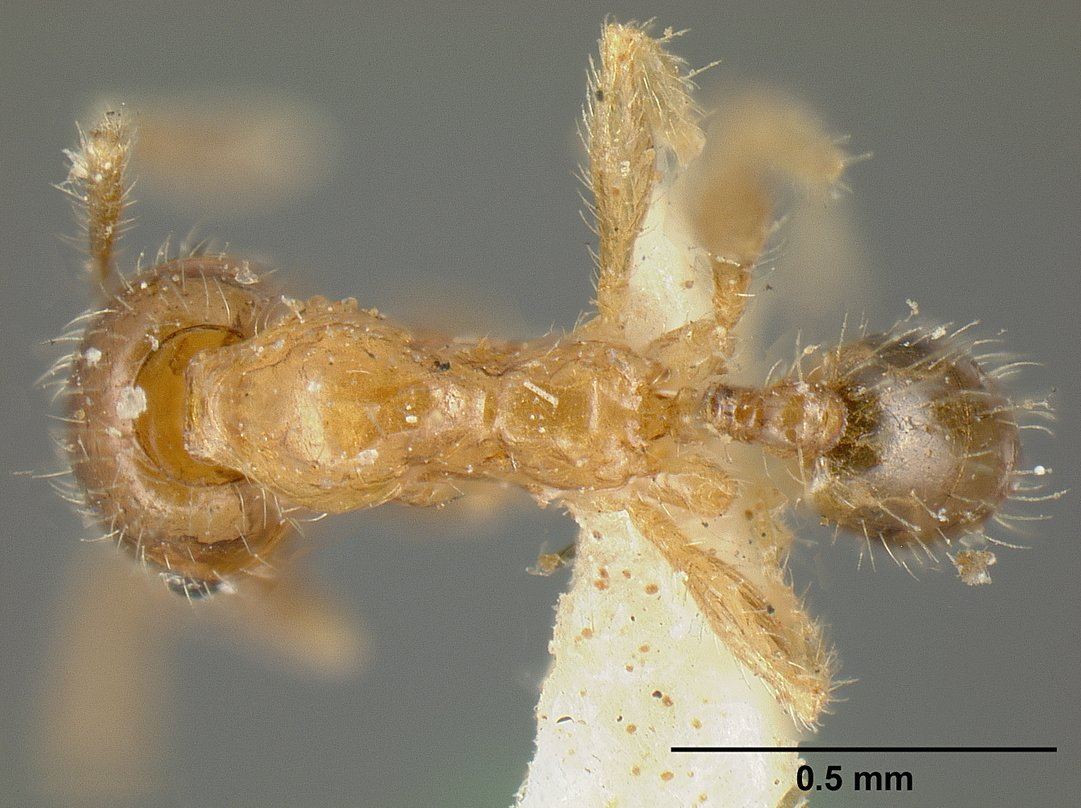
Рабочий Pheidole subarmata сверху